# Lile piquitinga
Lile piquitinga is een  straalvinnige vissensoort uit de familie van haringen (Clupeidae). De wetenschappelijke naam van de soort is voor het eerst geldig gepubliceerd in 1903 door Schreiner & Miranda Ribeiro.
De soort staat op de Rode Lijst van de IUCN als niet bedreigd, beoordelingsjaar 2009.